# جون هيكويلدر
كان جون هيكويلدر (بالإنجليزية: John Heckewelder)‏، واسمه بالكامل: جون جوتليب إرنستوس هيكويلدر (12 مارس 1743 - 21 يناير 1823) مبشرًا أمريكيًا للكنيسة المورافية.